# اورنج، شهرستان کالکاسکا، میشیگان
اورنج (به انگلیسی: Orange Township) یک منطقهٔ مسکونی در ایالات متحده آمریکا است که در شهرستان کالکاسکا، میشیگان واقع شده است. اورنج ۱٬۲۳۳ نفر جمعیت دارد و ۳۳۷ متر بالاتر از سطح دریا واقع شده است.